# 施乃良
施乃良（1933年1月—），中华人民共和国政治人物、外交官。
1985年，接替苗九锐，担任中华人民共和国驻喀麦隆大使。1988年，由申连瑞接任。